# Нижньодністровська ГЕС
Нижньодністровська ГЕС (також Дністро́вська ГЕС-2) — гідроелектростанція на річці Дністер на території України (село Нагоряни, Вінницька область).

## Загальні відомості
Будівництво розпочато у 1982 р. У серпні 1999 р. був запущений перший агрегат. Останній третій агрегат був запущений у грудні 2002 р.
До складу споруд гідровузла входять:
- Будівля ГЕС;
- Бетонна водозливна гребля;
- Берегові кам'яно-земляні дамби.

Сумарна встановлена потужність станції — 40,8 МВт (3х13,6 МВт).
У результаті спорудження ГЕС було утворено буферне водосховище довжиною 19 км.
Електростанція, спорудження якої розпочалося за часів СРСР, знаходилась на території УРСР та МРСР. Основне устаткування (машинний зал, щит керування, розподільчий пристрій) нині знаходиться на території України. Будівництво відбувалось за рахунок коштів УРСР та України, проте після розпаду СРСР частина греблі електростанції опинилась на території Молдови, що стало причиною прикордонних непорозумінь.